# ウミノサカエイモ
ウミノサカエイモ（海の栄え芋）、学名 Conus Gloriamaris は、新腹足目イモガイ科に分類される巻貝の一種。1960年以前はその美麗さ、希少さから入手困難であった。インド洋から太平洋にかけてを分布域とする。

## 形態
成体の殻高は80ミリメートルから110ミリメートルだが、160ミリメートルに達する個体も見られる。殻は光沢があり、重い。体層は大きく、螺塔の二倍以上ある。螺旋状の広い縞模様が2-3本走っており、その間を縫うように白いテント形の模様がぎっしりと並んでいて、かつその縁は栗色で彩られている。本種の色彩は輝く黄金色から濃い茶色までさまざまであり、これらが複雑な模様を織りなしている。

## 生態
他のイモガイ類と同様にインド洋から太平洋にかけて生息する。主にフィリピンやソロモン諸島に産するほか、その分布域はインドネシア東部、ニューギニア、サモア、フィジーにも及ぶ。

## 歴史

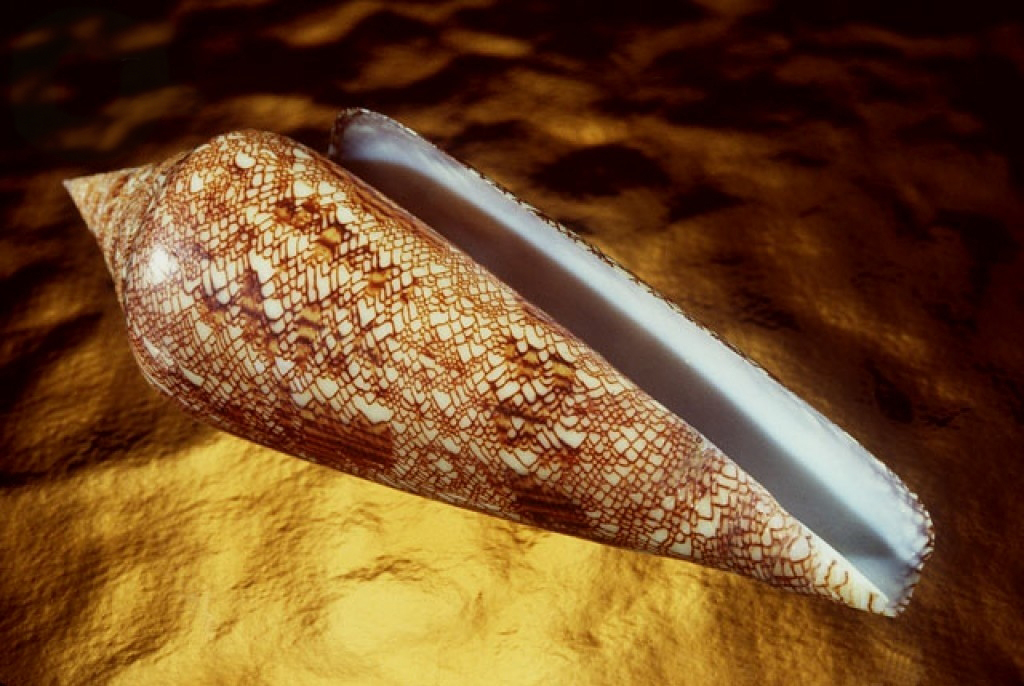
スミソニアン博物館に収蔵されている本種のジェム個体。

本種は発見から20世紀にかけては入手困難であったため、最希少種として高値で取引された。その珍しさから、収集家が自分の持つ標本の価値を維持するべく、オークションに掛けられた本種を手に入れて破壊したという都市伝説が存在した。1960年代に入るとフィリピンにおいて安定した生息域が発見されたため、価格も以前ほどは高額ではなくなった。ただし、大きく完全な個体(Gem)は現在でも高価であり、コレクターからもその美しい形状と模様のために根強い人気がある種である。

## ギャラリー

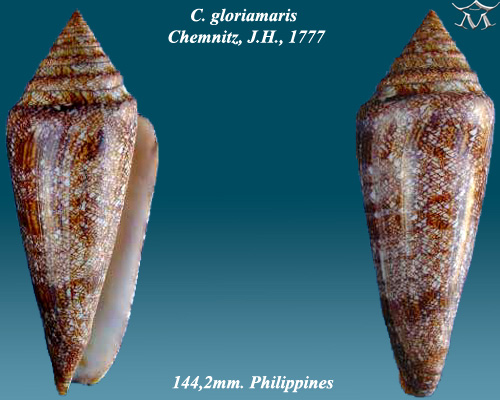
Conus gloriamaris Chemnitz, J.H., 1777
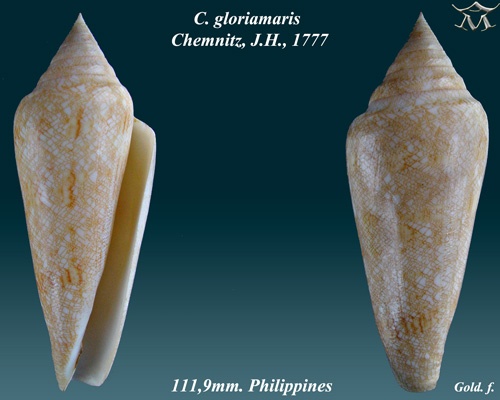
Conus gloriamaris Chemnitz, J.H., 1777
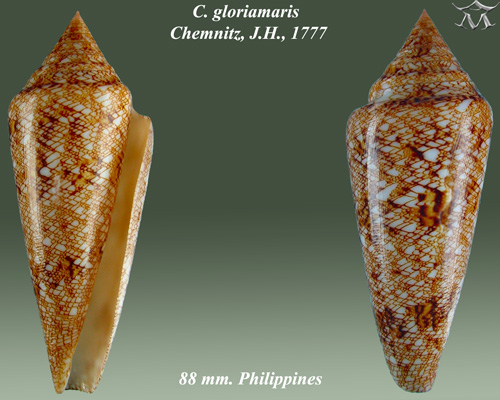
Conus gloriamaris Chemnitz, J.H., 1777